# Ziemiozorek ziarnistotrzonowy

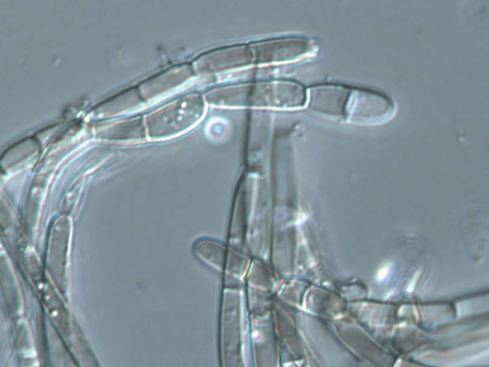
Parafizy

Ziemiozorek ziarnistotrzonowy (Geoglossum simile Peck) – gatunek grzybów z monotypowej rodziny Geoglossaceae.

## Systematyka i nazewnictwo
Pozycja w klasyfikacji według Index Fungorum: Geoglossum, Geoglossaceae, Geoglossales, Incertae sedis, Geoglossomycetes, Pezizomycotina, Ascomycota, Fungi.
Po raz pierwszy opisał go w 1873 r. Charles Horton Peck. Synonim: Geoglossum glabrum var. simile (Peck) S. Imai.
Polską nazwę zarekomendowała Komisja ds. Polskiego Nazewnictwa Grzybów.

## Morfologia
Owocnik
Wysmukły, maczugowaty, czarniawy, o wysokości 2,5–7 cm, składający się z płodnej główki i sterylnego trzonu. Główka wyraźnie wyodrębniona, o szerokości 3–6 mm, często spłaszczona, podłużnie sfałdowana lub rowkowana, czarna, w stanie suchym naga lub niemal naga. Cylindryczny trzon ma średnicę 0,2–0,4 cm, jest drobno ziarenkowaty, w stanie suchym czarny lub w pobliżu wierzchołka lub podstawy ciemnobrązowy, podstawa z ciemnoszarą grzybnią. Miąższ cienki, czarny lub białawy, bez wyraźnego zapachu.
Cechy mikroskopowe
Worki wrzecionowate, 8-zarodnikowe, 150–180 × 20–25 µm. Askospory wrzecionowate, 86–100 × 6–11 µm, gładkie, przeważnie z 7 przegrodami, czasem 9-przegrodowe, w KOH brązowe z ciemniejszą przegrodą. Parafizy nitkowate o szerokości 4–5 µm, wystające powyżej worków o 10–60 µm, czym bliżej wierzchołka, tym gęściej septowane. W pobliżu wierzchołka dominują komórki beczkowate o szerokości do 8 µm, często ze zwężeniami co drugiej przegrody, o ścianach brązowawych w KOH. Parafizy na trzonie podobne, ale krótsze i nie żelowane.

## Występowanie i siedlisko
Ziemiozorek ziarnistotrzonowy występuje w Ameryce Północnej i Środkowej, Europie, Azji, Australii, na wyspach japońskich i na Nowej Zelandii. W Polsce po raz pierwszy jego stanowisko podano w 2014r., w późniejszych latach znaleziono jeszcze inne stanowiska tego gatunku. aktualne stanowiska podaje także internetowy atlas grzybów. Znajduje się w nim na liście gatunków rzadkich i wartych objęcia ochroną.
Grzyb naziemny, saprotrof. Owocniki występują gromadnie od lata do jesieni w lasach liściastych i iglastych, na ziemi, często wśród mchów, czasem na porośniętych mchem kłodach.